# Motte Beningsfeld
Die Motte Beningsfeld oder Motte Penningsfeld war eine durch Wassergräben gesicherte kleine mittelalterliche bis neuzeitliche Motte bzw. Erdhügelburg evtl. auch eine Niederungsburg in der Ortschaft Beningsfeld des Stadtteils Refrath von Bergisch Gladbach in Nordrhein-Westfalen.

## Beschreibung
Die Motte Beningsfeld war ursprünglich eine einteilige mittelalterliche Motte. Hier sind obertägig nur noch Reste des ehemaligen Mottenhügels sowie des umgebenden Grabens erhalten. Bei dem Bodendenkmal Motte Beningsfeld handelt es sich um die archäologischen Hinterlassenschaften der mittelalterlichen Motte und der neuzeitlichen Nachfolge- und Umnutzungen. Heute befindet sich hier ein Reitplatz.

## Bodendenkmal
Die gesamte Anlage der Motte wurde unter Nr. 20 in die Liste der Bodendenkmäler in Bergisch Gladbach eingetragen.